# Два меча
«Два меча» (англ. Two Swords) — первый эпизод четвёртого сезона фэнтезийного сериала канала HBO «Игра престолов» и 31-й по счёту за сериал. Авторами сценария эпизода стали Дэвид Бениофф и Д. Б. Уайсс, а Уайсс также выступил режиссёром. Премьера состоялась 6 апреля 2014 года.

## Сюжет

### В Королевской Гавани
Тайвин Ланнистер (Чарльз Дэнс), получив во владение великий меч Старков «Лёд» из валирийской стали, приказывает переплавить его в два новых меча и один из них отдаёт своему сыну Джейме (Николай Костер-Вальдау), который стал новым лордом-командующим Королевской гвардии и надеется научиться пользоваться мечом с помощью левой руки. Тайвин сообщает Джейме, что он будет отстранён из Королевской гвардии и отправлен править Утёсом Кастерли, но тот отказывается.
За стенами города Тирион (Питер Динклэйдж), его сквайр Подрик (Дэниел Портман) и ставший рыцарем наёмник Бронн (Джером Флинн) ожидают прибытия принца Дорана Мартелла и его свиту, но им сообщают, что вместо него будет присутствовать младший брат, принц Оберин (Педро Паскаль) по прозвищу Красный Змей. Оберин, прибывший в Королевскую Гавань раньше свиты, находится в одном из борделей лорда Бейлиша и, затеяв ссору с двумя солдатами Ланнистеров, ранит одного из них, прежде чем туда прибывает Тирион. Оберин раскрывает Тириону, что он прибыл в Королевскую Гавань для мести за смерть своей сестры Элии и её двух детей. Элия была женой принца Рейгара Таргариена, убитого Робертом Баратеоном, а Королевская Гавань пала перед армией Тайвина. Оберин хочет убить сира Григора Клигана (Гору), который, по слухам, изнасиловал Элию во время осады и разрубил её пополам своим мечом. Оберин убежден, что тот не сделал бы этого без приказа Тайвина.
Шая (Сибель Кекилли) безуспешно пытается уговорить убитую горем Сансу (Софи Тёрнер) поесть. Санса говорит Тириону, что она не может есть или спать с тех пор, как услышала об осквернении тел Робба и Кейтилин Старк после их убийства. Санса уходит в богорощу, где к ней приближается пьяница Донтос Холлард (Тони Уэй), бывший рыцарь, ставший королевским шутом. Он благодарит Сансу за спасение своей жизни на праздновании именин Джоффри и дарит ей ожерелье своей матери в знак благодарности.
Тирион возвращается в свои покои, где он отклоняет любовные ласки Шаи, а их споры подслушивает одна из служанок Сансы. В Красном Замке мейстер Квиберн (Антон Лессер) крепит к искалеченной руке Джейме кисть руки, изготовленную из позолоченной стали. Когда он уходит, Джейме и его сестра-близнец Серсея (Лина Хиди) обсуждают свои взаимоотношения, но их прерывает та самая служанка Сансы с информацией для королевы. Позже король Джоффри (Джек Глисон) критикует Джейме за его отсутствие в битве при Черноводной, а также насмехается над его возрастом, потерей руки и недостатком заслуг в качестве члена Королевской Гвардии. Бриенна пытается напомнить Джейме о его клятве вернуть девочек Старков в безопасное место, а тот возражает, что дело усугубляется смертью Кейтилин Старк и свадьбой Сансы с Тирионом.
В саду леди Оленна Тирелл (Дайана Ригг) и её внучка, Маргери (Натали Дормер), обсуждают планы королевской свадьбы, но их прерывает Бриенна Тарт (Гвендолин Кристи), которая просит Маргери на пару слов, чтобы поговорить об убийстве лорда Ренли. Бриенна объясняет, что она непричастна к убийству Ренли, и клянётся отомстить истинному убийце, Станнису Баратеону.

### На Севере
Ожидая приказов от Манса-налётчика, Игритт (Роуз Лесли) спорит с Тормундом Великаньей смертью (Кристофер Хивью) об их дальнейших действиях, но их прерывает прибывший магнар Стир (Юрий Колокольников) и его группа каннибалов теннов.

### В Чёрном Замке
Джон Сноу (Кит Харингтон) предстает на суде перед сиром Аллисером Торном (Оуэн Тил), Яносом Слинтом (Доминик Картер) и мейстером Эймоном Таргариеном (Питер Вон). Джон признаётся в том, что убил разведчика дозора Куорена Полурукого и спал с одичалой Игритт, но также сообщает о планах одичалых. Слинт призывает казнить Джона как предателя, Аллисер Торн, который после смерти Джиора Мормонта стал лордом-командующим Ночного Дозора, соглашается с ним. Однако мейстер Эймон убеждён в абсолютной преданности Джона Ночному Дозору и освобождает его.

### За Узким морем
После состязания между Даарио Нахарисом (Михиль Хаусман) и Серым Червём (Джейкоб Андерсон), Дейенерис Таргариен (Эмилия Кларк) обеспокоена быстрым ростом драконов и трудностью их приручения. Она ведёт свою армию по пути в Миэрин, последний из трёх великих городов-работорговцев. По пути Даарио пытается завести любовные отношения с Дейенерис, говоря ей, что если она хочет править землями, она должна больше знать об образе жизни и культуре рабов, которых она освобождает. Их разговор и развитие отношений прерывает вид мёртвой девочки-рабыни, прибитой к столбу. Сир Джорах (Иэн Глен) объясняет, что через каждую милю по дороге в Миэрин установлен столб с прибитым мёртвым ребёнком-рабом. Сир Барристан (Иэн Макэлхинни) предлагает послать людей, чтобы похоронить их, но Дейенерис говорит, что она будет смотреть в лицо каждому ребёнку по пути в город.

### В Речных Землях
Сандор «Пёс» Клиган (Рори Макканн) сообщает пленной Арье Старк (Мэйси Уильямс), что намеревается получить за неё выкуп от её тёти Лизы в Долине. Они обнаруживают солдат «Горы» Клигана (солдаты Ланнистеров), которые разместились в гостинице. Арья замечает Полливера (Энди Келлегер), который отобрал у неё меч Иглу. Она намеревается войти туда, Пес пытается остановить её, но один из солдат замечает их, и им приходится войти в гостиницу. Хотя большинство солдат побаиваются неприветливого Пса, Полливер решается заговорить с ним. После обмена оскорблениями они вступают в схватку, в которой Пёс убивает почти всех наёмников, а Арья ранит Полливера и забирает у него свой меч Иглу. Арья добивает его так же, как когда-то он Иглой убил её друга Ломми, и говоря ему те же слова, которые когда-то он адресовал ей. Пес и Арья покидают таверну, захватив для Арьи белую лошадь.

## Производство
Эпизод был снят самой командой сценаристов, хотя, в соответствии с правилами Гильдии режиссёров США, только Уайсс был указан в титрах как режиссёр. Ранее они совместно сняли эпизод третьего сезона «Стезя страданий», в котором Бениофф единственный раз был указан как режиссёр.

### Сценарий
Сценарий к «Двум мечам» написали исполнительные продюсеры Дэвид Бениофф и Д. Б. Уайсс, основанный на книгах Джорджа Р. Р. Мартина «Битва королей», главах Санса II и Санса VIII и «Буря мечей», главах Джейме VII, Тирион V, Тирион IV, Джон VI, Джон IX, Дейенерис V и Арья XIII.

### Кастинг
Начиная с этого эпизода Гвендолин Кристи (Бриенна Тарт) и Кристофер Хивью (Тормунд Великанья смерть) получили повышения до основного актёрского состава. Эпизод представил новых постоянных членов актёрского состава Педро Паскаля (Оберин Мартелл) и Индиру Варму (Эллария Сэнд), в то время как Михиль Хаусман заменяет Эда Скрейна в роли постоянного персонажа Даарио Нахариса. Оуэн Тил (Аллисер Торн), Доминик Картер (Янос Слинт) и Тони Уэй (сир Донтос Холлард) возвращаются после отсутствия в течение нескольких лет (Оуэн Тил с первого сезона, Доминик Картер и Тони Уэй со второго).

## Реакция

### Телевизионные рейтинги
«Два меча» побил рекорд зрительской аудитории для «Игры престолов», который был установлен шестым эпизодом из предыдущего сезона. 6.64 миллиона зрителей посмотрели премьерный показ, а в сочетании с повтором число выросло до 8.2 миллиона зрителей в целом. Это было самым высоким рейтингом HBO для любого шоу после финального эпизода «Клана Сопрано», но и он в скором времени был превышен.

### Реакция критиков
Премьера сезона получила рейтинг 97% положительных отзывов по данным Rotten Tomatoes.
Делая обзор премьеры для IGN, Мэтт Фаулер дал эпизоду оценку 8,5 из 10 и написал, что «„Два меча“ стал мощной премьерой „Игры престолов“, хотя он определённо не смог скрыть тот факт, что шоу после „Красной свадьбы“, возможно, приобретёт больший оборот, чем люди могли бы насладиться или ожидать.» «The A.V. Club» написал два обзора: один был предназначен для тех, кто читал романы, а другой — для тех, кто не читал. Делая обзор для читателей романа, Тодд Вандерверфф дал эпизоду оценку «A-», в то время как Эрик Адамс, который делал обзор для нечитателей, дал оценку «B+». Майлз Макнатт в «Cultural Learnings» также сделал положительный отзыв об эпизоде, отдельно выделив финальную сцену, а Арью и Сандора в качестве лучшего дуэта эпизода.

### Награды
Эпизод был номинирован за лучшую операторскую работу для одно-камерного сериала на 66-й церемонии творческой премии «Эмми».